# Rhamphomyia setosa
Rhamphomyia setosa är en tvåvingeart som beskrevs av Daniel William Coquillett 1895. Rhamphomyia setosa ingår i släktet Rhamphomyia och familjen dansflugor. Inga underarter finns listade i Catalogue of Life.